# Relógios luminosos do Banco Itaú

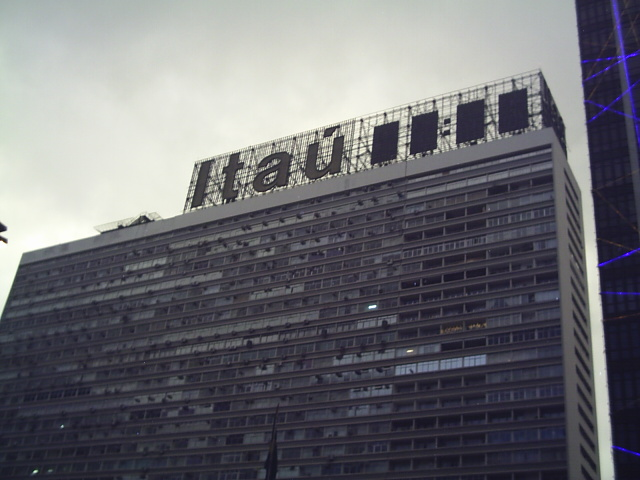

Os relógios luminosos do Banco Itaú são grandes relógios digitais mantidos pelo Banco Itaú em grandes edifícios das capitais brasileiras.

## Relógio do Bloco B do Conjunto JK

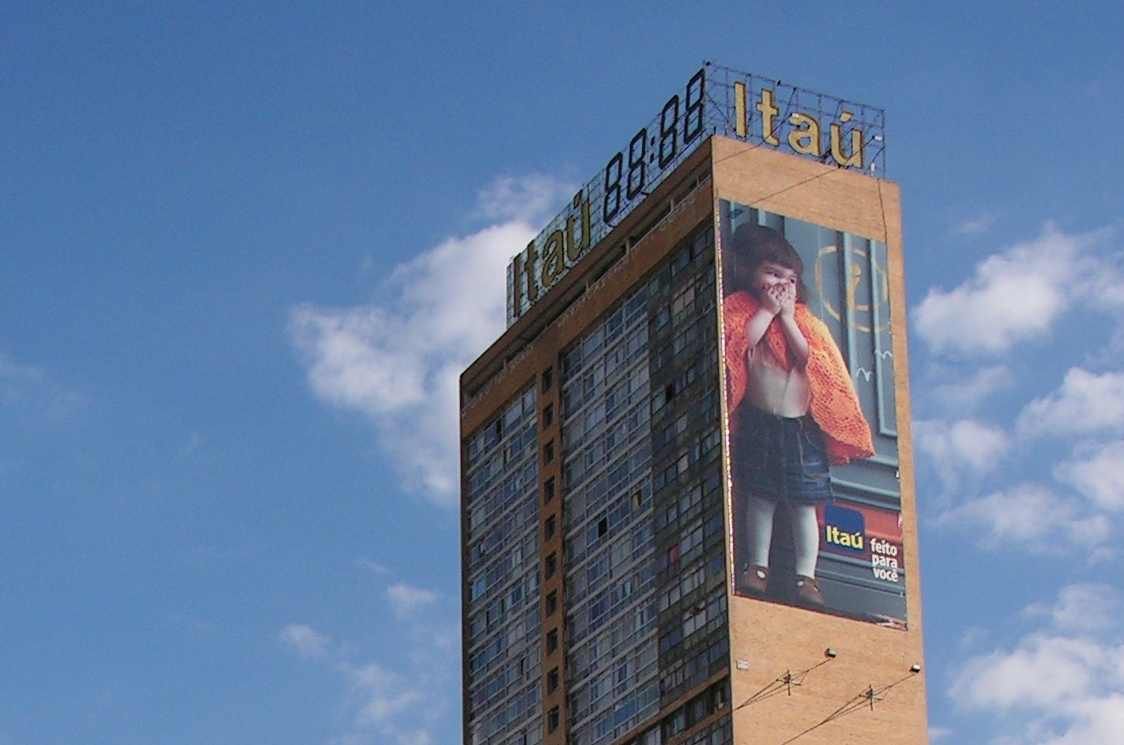
Antigo relógio que ficava no alto do Bloco B do Conjunto Governador Kubitschek

O relógio do Banco Itaú foi um relógio luminoso instalado há mais de 40 anos no trigésimo quarto andar de uma das torres do Conjunto Governador Kubitschek, na região Centro-Sul de Belo Horizonte.

### Histórico
Em 2009, o Banco Itaú tentou retirar o equipamento do topo do Bloco B do conjunto residencial. No ano de 2017, a instituição bancária comunicou que queria desmontar ou mesmo doar o equipamento ao condomínio, que não aceitou a oferta.

## Relógio do Conjunto Nacional

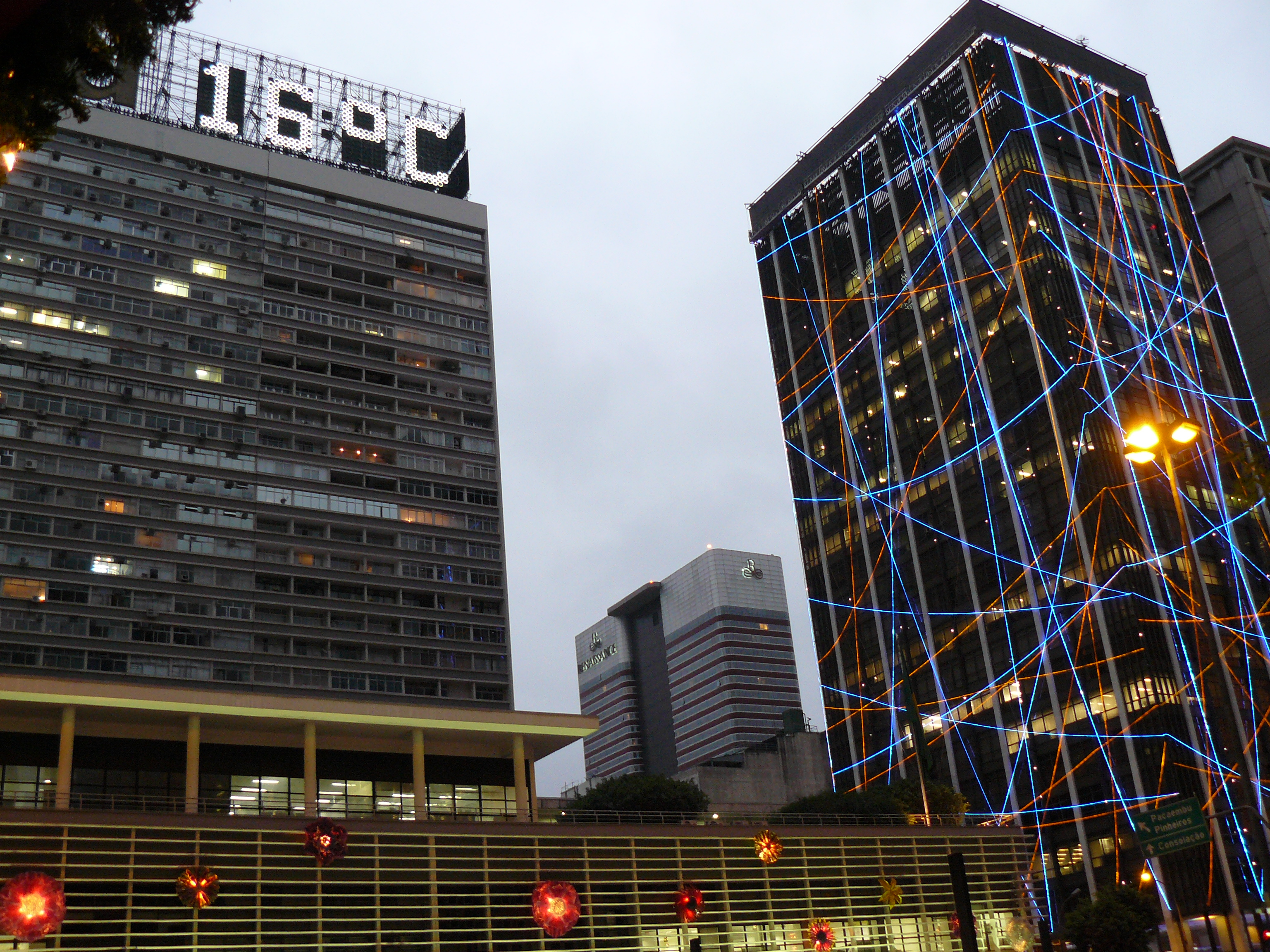
Relógio do Conjunto Nacional.

O relógio do Conjunto Nacional marca a hora e a temperatura da cidade de São Paulo. Está localizado no alto do Edifício Horsa - Conjunto Nacional, na Avenida Paulista, sendo visível a partir de vários pontos da cidade, num raio de aproximadamente cinco quilômetros de distância. A Willys-Overland do Brasil usou como estratégia publicitária em 1962, um luminoso de cor verde com o nome Willys, no alto do Conjunto Nacional. Em 1967, a Ford do Brasil comprou a Willys Overland. Em 1970, foi, então, colocado um painel com o nome Ford, e marcando as horas, que era visto em vários pontos da cidade.[carece de fontes?]
No ano de 1975, o Banco Itaú comprou o espaço publicitário, e mais uma vez o nome foi trocado para Itaú. Em 1992, o relógio, que podia ser visto a mais de cinco quilômetros, foi reformado, passando a ser controlado por computador, regulando a hora e mostrando a temperatura. Tem três faces e pesa 230 toneladas.[carece de fontes?]
Em 2007, a propaganda do Banco Itaú teve que ser retirada devido à Lei Cidade Limpa, implantada pelo prefeito Gilberto Kassab. A princípio, a propaganda não foi retirada quando a lei entrou em vigor, pois ela fazia parte de uma lista de exceções, que logo foi extinguida. Em seguida, o Banco Itaú consultou o Condephaat sobre se a propaganda também era tombada. A resposta saiu em maio de 2011: o relógio deveria ser preservado, mas a publicidade não. A prefeitura deu um prazo até 18 de julho para que o banco retirasse a publicidade. E, até lá, mandou apagar o relógio. Mas a administração do condomínio não permitiu a retirada do anúncio. O Banco Itaú, que foi multado em R$ 14 milhões pela Prefeitura Municipal de São Paulo por desrespeitar a lei, comunicou que continuaria dando manutenção ao relógio e estudou apresentar um recurso administrativo, para manutenção do anúncio.[carece de fontes?] Em 2012, o letreiro foi retirado.